# Matthias U Shwe
Matthias U Shwe (ur. 1 grudnia 1943 w Kamai, zm. 12 sierpnia 2021) – mjanmański (birmański) duchowny katolicki, arcybiskup Taunggyi od 1998 do 2015.

## Życiorys
Święcenia kapłańskie otrzymał 12 kwietnia 1969.

## Episkopat
20 grudnia 1979 papież Jan Paweł II mianował go biskupem pomocniczym Taunggyi. Sakry biskupiej udzielił mu 13 grudnia 1980 ówczesny biskup Taunggyi - John Baptist Gobbato. W dniu 18 grudnia 1989 roku został mianowany biskupem Taunggyi. W dniu 17 stycznia 1998 roku uzyskał godność arcybiskupa Taunggyi. W dniu 12 kwietnia 2015 roku zrezygnował z tego stanowiska, ze względu na wiek.